# Multi Theft Auto
Multi Theft Auto (скорочено MTA) — проєкт розробки багатокористувацьких модифікацій, призначених для ігор Grand Theft Auto III, Grand Theft Auto: Vice City і Grand Theft Auto: San Andreas, розроблених Rockstar North та відтворюваних на Microsoft Windows. У рамках проєкту розроблено 3 модифікації, які додають функції багатокористувацької онлайн-гри. Для «Grand Theft Auto: San Andreas» мод також є похідним механізмом від інтерпретації Rockstar RenderWare.

## GTA3AM
Розробка модифікації була визнана тим, що після випуску першої 3D-гри у цій серії, попри свій успіх, це була перша гра серії, у якій були відсутні функції мережевої багатокористувацької гри, які були присутні в попередніх іграх, що дозволяло гравцям підключатися через комп’ютерну мережу.
Своє існування багатокористувацька модифікація почала у Grand Theft Auto III, коли відбувся вихід мультиплеєра для гри у 2003 році. Перша версія мала означення 0.1a. Наступного місяця вийшла версія 0.2a, у якій була виправлена більша кількість недоліків попередньої. Наступною версією стала 0.3b, яка одночасно підтримувала 21 гравця.
Перша версія «Multi Theft Auto», яка отримала назву «Grand Theft Auto III: Alternative Multiplayer» (укр. «Grand Theft Auto III: Альтернативний мультиплеєр»), намагалася заповнити цю прогалину, розширивши вже існуючий інструментарій для читінгу з функціями, які дозволяли грати в сиру гру перегонів двох гравців через комп’ютерну мережу виключно як підтвердження концепції, подібно до того, як працював уже неіснуючий сервіс XBAND, який маніпулював ігровою пам’яттю, щоб додати функціональність онлайнової гри для кількох гравців. Новіші версії Multi Theft Auto зі все кращим ігровим процесом та іншими вдосконаленнями були випущені на основі тієї самої концепції маніпулювання грою невеликою командою розробників.
З появою наступника «Grand Theft Auto: Vice City» стало зрозуміло, що цій відеогрі також бракує будь-якої форми мережевого геймплея. Програмне забезпечення «Multi Theft Auto» було згодом розширено, щоб включити підтримку цієї гри, і згодом повністю перемістило свою увагу на цю модифікацію та концепцію нової програмної основи під назвою «Blue». Оскільки оригінальна концепція (маніпуляції грою за допомогою пам’яті) була схильна до різноманітних проблем із продуктивністю та стабільністю, що часто призводило до збої програми, цю нову структуру було створено як наступницю та заклало основу всього майбутнього програмного забезпечення Multi Theft Auto.

## Multi Theft Auto: Vice City
Головним проривом стала версія 0.5. Multi Theft Auto був значно поліпшений і дозволяв грати в Grand Theft Auto: Vice City, з підтримкою безлічі гравців і функцій оригінальної гри.
Версія 0.5 пропонує два режими гри для GTA Vice City: Deathmatch і Stunt. Deathmatch має кілька різних класів гравців, які грає може вибрати, причому кожен клас має свої переваги і недоліки. Режим Stunt надає гравцям можливість змагатися і виконувати трюки завдяки наявності трамплінів, розставлених по всій карті.
MTA Team спочатку планувала реліз 0.5.5 з виправленнями помилок, новим стилем deathmatch для GTA Vice City і декількома доповненнями до GTA3: MTA. Однак, вони вирішили зосередити свої зусилля над новим ядром, який отримав кодове ім'я «Blue», яке вони використовували в версії ядра 1.x для  San Andreas .

## Multi Theft Auto: San Andreas
У 2006 році з'явилась багатокористувацька гра у Grand Theft Auto: San Andreas. Першим режимом були автоперегони, а потім з'явився і Deathmatch. До 2009 року, модифікація мала багато проблем, які відштовхували нових гравців, тому основна популярність припала на іншу модифікацію - San Andreas Multiplayer. У 2010 році з'явилася рольова гра у мультиплеєрі. Команда розробників вирішила кинути свої сили на розробку саме цієї модифікації, отримавши невеликі успіхи.